# 尚波 (芒什省)
尚波（法語：Champeaux，法語發音：[ʃɑ̃po] ⓘ）是法国芒什省的一个市镇，属于阿夫朗什区。

## 地理
尚波（48°44'20"N, 1°31'43"W）面积4.29 平方千米，位于法国诺曼底大区芒什省，该省份为法国西北部沿海省份，西、北、东北三面环大西洋，东起顺时针与卡爾瓦多斯省、奧恩省、马耶讷省和伊勒-维莱讷省接壤。
与尚波接壤的市镇（或旧市镇、城区）包括：瑞卢维尔、德拉热-龙通、圣让勒托马、卡罗勒。

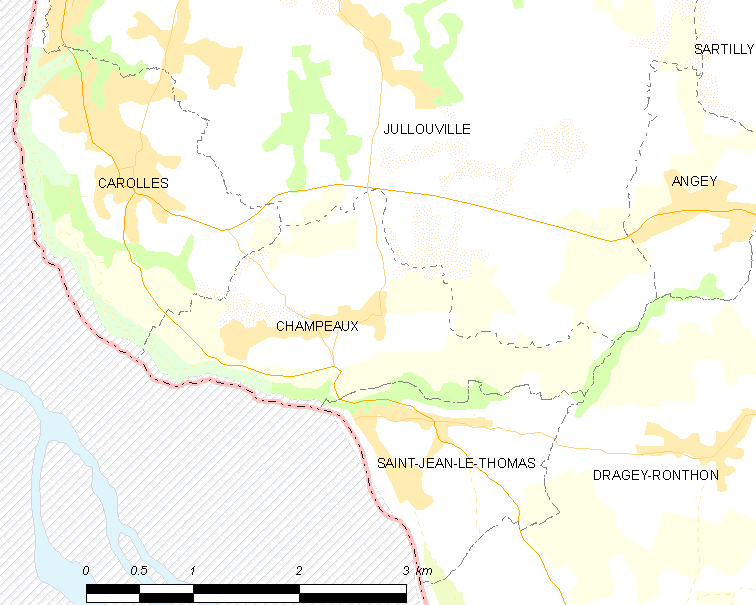
的OSM定位图

尚波的时区为UTC+01:00、UTC+02:00（夏令时）。

## 行政
尚波的邮政编码为50530，INSEE市镇编码为50117。

## 政治
尚波所属的省级选区为阿夫朗什县。

## 人口

1962-2008年间人口变化图示

尚波于2022年1月1日时的人口数量为341人。